# 나이토 이에나가
나이토 이에나가(일본어: 内藤家長)는 센고쿠 시대에서 아즈치모모야마 시대에 걸쳐 활약한 무장으로, 도쿠가와 이에야스의 가신이다.

## 생애
미카와의 나이토 가문은 이에나가의 조부 때부터 마쓰다이라씨(훗날의 도쿠가와씨)를 섬겼던 후다이 가신의 가문이다. 이에나가는 일찍부터 이에야스를 섬겨, 의형인 나이토 노부나리에게서 나이토 가문의 상속자의 지위를 양보받아 그 뒤를 이었다.
아버지 기요나가와 함께 무용이 뛰어난 무장으로, 활의 명수였기 때문에 「무쌍의 궁수」라는 별명이 붙은 무장이었다. 한때는 아버지와 함께 일향종(一向宗) 문도이기도 했지만 미카와 잇코잇키(三河一向一揆) 발생 당시 이에나가는 아버지와 결별해 잇키 무리에 참가하지 않고 의리의 백부에 해당하는 이에야스 측에 가담해, 잇키 무리를 진압하는 등 이에야스를 위해 끝까지 충절을 지켜 이에야스에게서 많은 신뢰를 받았다.
이후에도 고마키·나가쿠테 전투 등 도쿠가와 군의 주요 전투에 많이 참가해 커다란 공적을 세웠다. 그 공적을 인정받아 이에야스가 간토 방면으로 전봉되었을 때, 가즈사 사누키 2만 석의 영지를 하사받았다.
게이초 5년 (1600년), 도리이 모토타다, (후코즈)마쓰다이라 이에타다 등과 함께 후시미성의 수비를 담당하였다. 이들의 임무는 이시다 미쓰나리 등 서군의 거병을 유도하는 데 있었다. 이들의 계획대로 미쓰나리 등의 서군은 거병하였으나, 이에나가는 모토타다, 이에타다 등과 함께 세키가하라 전투의 전초전인 후시미 성 공방전에서 미쓰나리의 대군에 끝까지 대항하다 전사하였다. 향년 55세. 그의 사후, 장남 마사나가가 그 뒤를 이어, 전사한 아버지의 공적에 대한 포상으로 영지 1만 석을 추가받았다.
|  | 사누키 성주 (나이토 가문, 번조) 1590년 ~ 1600년 | 후임 나이토 마사나가 |